# Back to Business (G-Unit Radio Part 14)
Back to Business G-Unit Radio Part 14 é um álbum de estúdio do grupo de hip hop G-Unit formado por 50 Cent. Foi lançado em 2007.

## Faixas de músicas
1. Mase – Check Cleared
2. 50 Cent – Kill A Nigga Skit
3. 50 Cent/Lloyd Banks/Young Buck/Prodigy/Spider Loc – Robbery
4. 50 Cent Killin Me Not To Kill You Skit
5. 50 Cent – Emotional
6. 50 Cent – No More Game Skit
7. Young Buck/Lloyd Banks	- Thuggin Til I'm Gone
8. Young Buck/Prodigy –Man Down
9. Tony Yayo – GOD Pt. 3
10. M.O.P.	– Dance
11. 50 Cent – Hustler's Ambition
12. Mobb Deep – Skit
13. Prodigy – People Talkin
14. 50 Cent – Just A Touch
15. Young Buck/50 Cent – Hos Hos
16. Spider Loc/Young Buck – Gon Pay Me
17. Tony Yayo – Yay Got That Fire
18. Prodigy – Seen Too Much
19. Prodigy/Tony Yayo – Be Dead!
20. 50 Cent – (G-Unit Radio Live In Belfast)

## Produção
- Mobb Dpp – Vocal
- 50 Cent  – Vocal
- Young Buk  – Vocal
- Tony Yayo  – Vocal
- Lloyd Banks  – Vocal
- Spider Loc  – Vocal
- Prodigy  – Vocal
- M.O.P  – Vocal
- Mase  – Vocal